# Serguéi Rozhkov
Serguéi Leonídovich Rozhkov –en ruso, Сергей Леонидович Рожков– (Múrmansk, 1 de abril de 1972) es un deportista ruso que compitió en biatlón. Ganó siete medallas en el Campeonato Mundial de Biatlón entre los años 1996 y 2005, y cuatro medallas en el Campeonato Europeo de Biatlón entre los años 1996 y 1998.

## Palmarés internacional
| Campeonato Mundial | Campeonato Mundial        | Campeonato Mundial | Campeonato Mundial |
| Año                | Lugar                     | Medalla            | Prueba             |
| ------------------ | ------------------------- | ------------------ | ------------------ |
| 1996               | Ruhpolding (Alemania)     | Medalla de plata   | Equipo             |
| 1998               | Hochfilzen (Austria)      | Medalla de bronce  | Equipo             |
| 1999               | Kontiolahti (Finlandia)   | Medalla de plata   | Relevos            |
| 2000               | Oslo (Noruega)            | Medalla de oro     | Relevos            |
| 2003               | Janty-Mansisk (Rusia)     | Medalla de plata   | Relevos            |
| 2005               | Hochfilzen (Austria)      | Medalla de plata   | Relevos            |
| 2005               | Janty-Mansisk (Rusia)     | Medalla de plata   | Relevo mixto       |
| Campeonato Europeo |                           |                    |                    |
| Año                | Lugar                     | Medalla            | Prueba             |
| 1996               | Val Ridanna (Italia)      | Medalla de oro     | Relevos            |
| 1996               | Val Ridanna (Italia)      | Medalla de plata   | Individual         |
| 1997               | Windischgarsten (Austria) | Medalla de oro     | Individual         |
| 1998               | Minsk (Bielorrusia)       | Medalla de oro     | Individual         |